# Dockland, Hamburg

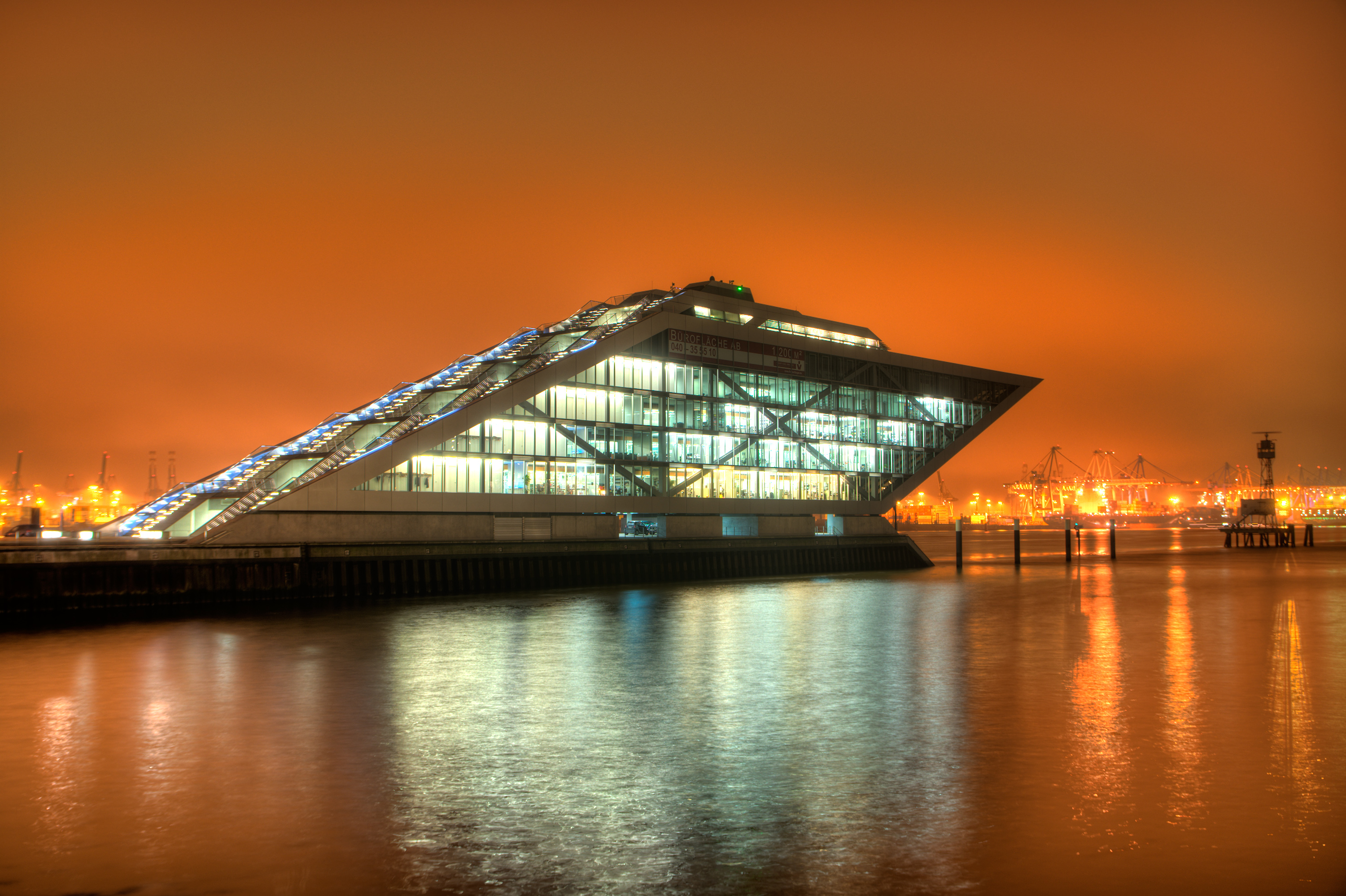
Dockland

Dockland är en känd kontorsbyggnad i Hamburg som invigdes 2006. Byggnaden är mycket populär att besöka av turister samt av invånare i staden då man har en vidsträckt utsikt från dess tak över hamnen. Flera trappor på ena sidan av byggnaden leder upp till takterrassen som är öppen för allmänheten. HADAG-båtarna från centrala Landungsbrücken trafikerar båthållplats Dockland där byggnaden ligger.

## Bilder

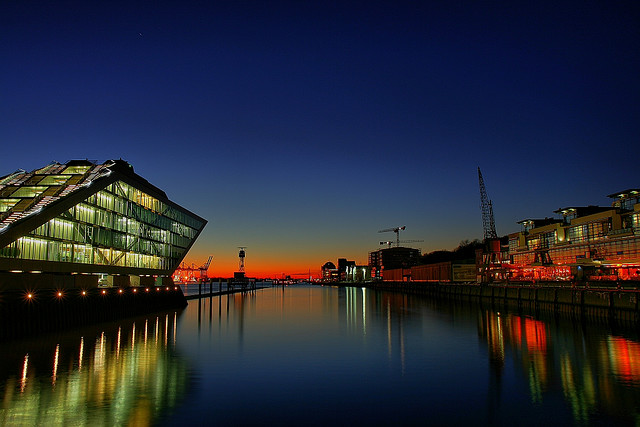
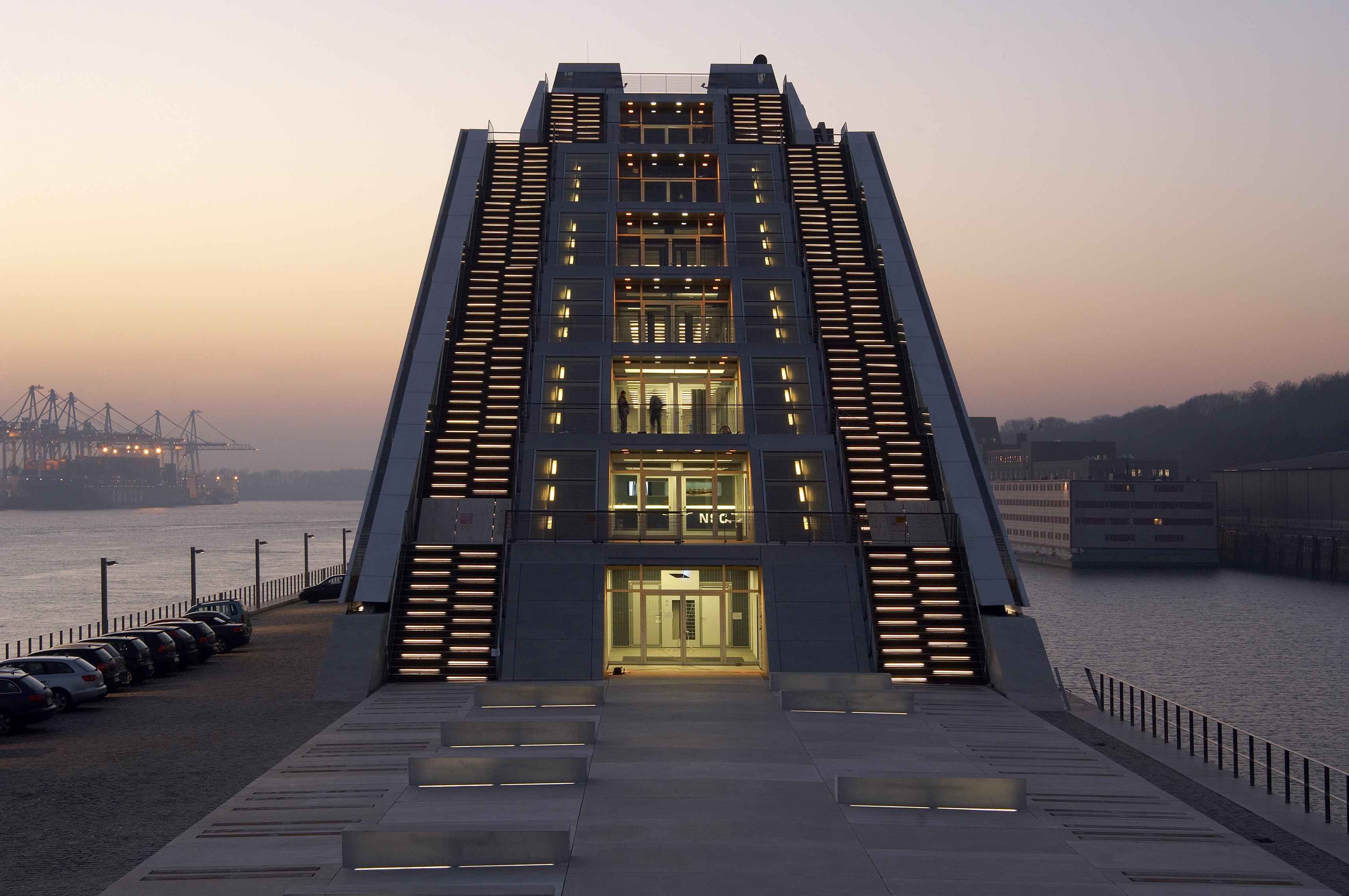
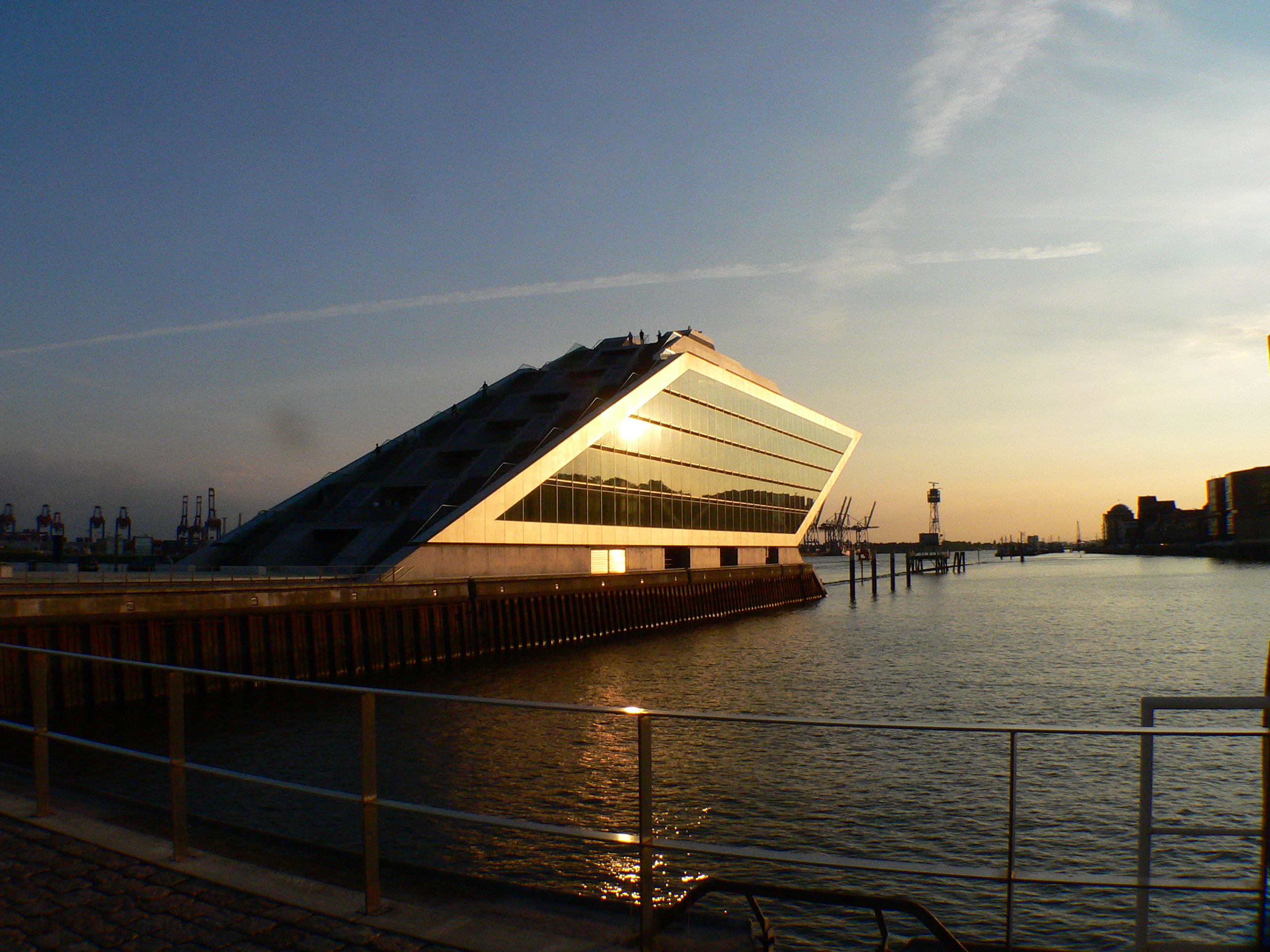
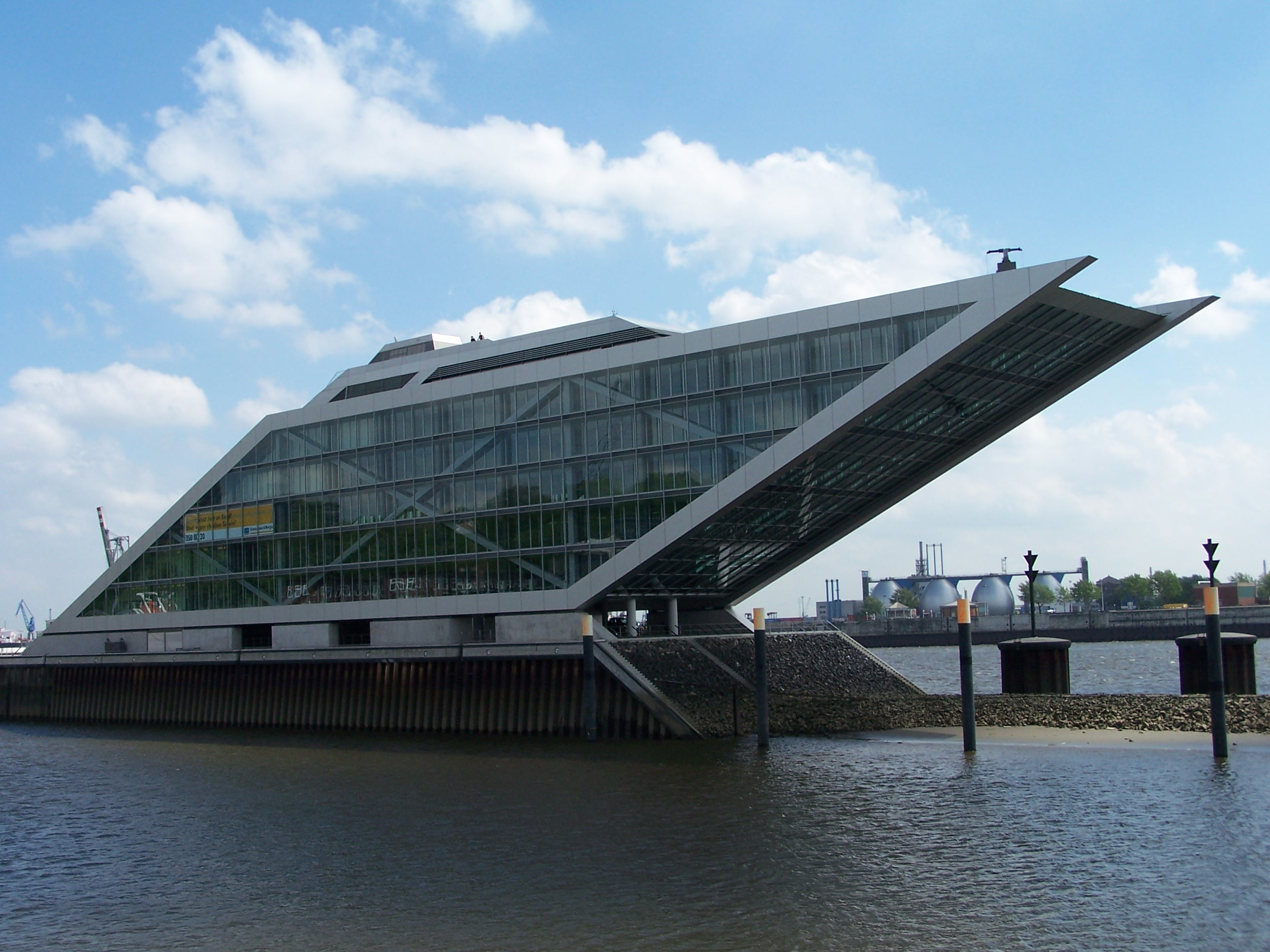